# M・S DOLLS
『M・S DOLLS』（モーソードールズ）は、菅原健二による日本の漫画作品。『クラブサンデー』と『週刊少年サンデー超』（いずれも小学館）で連載されていた。話数の単位は「第 - 想」。

## 概要
菅原健二の初の長期連載作品である。元々は『クラブサンデー』のみのweb連載として2009年4月21日から2011年6月14日まで連載、『週刊少年サンデー増刊号』の『週刊少年サンデー超』へ改題に合わせwebと『サンデー超』での同時連載という形で、2010年3月号から2011年5月号まで連載。

## あらすじ
オタク高校生・君塚アオイは、現実の女子に迫害（?）され、現実を捨てて2次元にのめりこむことを決める。その手始めに、200時間萌えアニメを連続視聴し、悟りの境地を開いた瞬間、想像力を司る右脳の隠された細胞「妄想細胞」が目覚め、アオイの眼前には、理想の美少女「八乙女」が出現したのだった…!!!

## 登場人物
登場人物の名前は、主人公の君塚アオイを除き宮城県の地名からとられており、M・S・マスターの名前は漢字＋カタカナになっている。

### 主人公・味方サイド
君塚アオイ(きみづか)
本作の主人公。アニメオタクであり、200時間にも及ぶ萌えアニメを視聴し続けた結果、M・S・ドールである八乙女を生み出した。八乙女の事を心底好いている。オンラインゲームの中では、伝説の廃人『キミー』として有名。イズミを監督に特訓を受けたが、本人は『絶対初心者向けではない特訓』と知らずに最後までやり遂げている。涌谷との最終決戦では、権現山を含め歴代のM・S・マスター達全員と戦い全ての属性を理解した上、B級アイドル・幼なじみ・男の娘・シスターッ娘・さらにはヤンデレとツンデレの融合であるヤンツンデレを自身の妄想属性に当てはめて彼を圧倒するなど飛躍的に実力が上がったが鳴瀬川の双子BLは流石に無理だったらしい。白石と涌谷との対決に勝利した後、特別にワカツキとの対決も制覇し八乙女を実体化させる事に成功する。
八乙女(やおとめ)
アオイのM・S・ドール。属性はツンデレ。ツインテールであり、髪同士を後ろで1つに束ねている。パフェが好物。ダークマスターとの戦いでは1度闇化してしまった事があるがそれ以降闇化が特技になった。ワカツキのドール、名取とは親友。悩みは貧乳である事。M・S・ドールでありながら、なぜかアオイの世界の物に触る事が出来る。
君塚アカリ
アオイの妹で中学生。イズミとはクラスメイト。オタクである兄に偏見を抱いている。イズミがアオイを好きだと勘違いするなど、やはり兄妹だけあってノリはそっくりである。
伊達ワカツキ(だて)
アオイのライバルであり、0歳の頃から妄想に目覚めた神童とも言うべき存在。伊達グループの御曹司であり、一般人には手に入らないアニメグッズを多数所持しており、それを技として使う。彼もまた自身のドールの名取を溺愛しており、容姿はイケメンなのだがやはり変態である。必殺技は『セレブオーラ』。その他、日本刀も所持する。初期こそアオイを見下していたが、再戦のチャンスを与えたり、アニメのMDを渡し戦闘前にアオイを回復させるなど、少しずつではあるが彼を認めつつある。妄想トーナメントでは引き分けに終わったが、忘年会での特別妄想ファイトでは描写はないがアオイに敗北した様子。歴代優勝者の1人である涌谷を尊敬している。
名取(なとり)
ワカツキのM・S・ドール。属性はクーデレ。髪型はポニーテールで、所轄ちょんまげのよう。八乙女とは親友同士。ギャグ顔を見せる事は少ない。八乙女と同じく貧乳に見えるが実は着やせしているだけでそこそこある。
亘理ダイスケ
アオイが最初に戦ったM・S・マスター。設定ではプロデューサーらしい。初回こそアオイと互角だったもののその後は抜かれ続け、アオイの仲間達の中では最弱になってしまった。しかしM・S・マスターとしての誇りは誰にも負けてはいない。
池月(いけづき)
亘理のM・S・ドール。属性はB級アイドル。通称『いけっち』。目に☆がついている。かなりの性悪アイドルで、時々八乙女を胸関連で馬鹿にする。本人はそこそこ巨乳。
神楽坂イズミ(かぐらざか)
最初の女性M・S・マスター。眼鏡っ娘。アオイの妹、アカリのクラスメイト。容姿は非常にかわいらしいが実はドSで男の娘好き。アオイの特訓の監督を務めた事があるが本によると絶対初心者向けではない特訓であった。ダークマスター編では不動の特訓によってワカツキですら恐怖を覚えるほどに成長し、イッカクを途中から圧倒し下僕にしてしまった。アカリにはある言動から『アオイが好き』と勘違いされている。
鳴子(なるこ)
イズミのM・S・ドール。属性は男の娘。当初はイタズラ好きな設定だったという。イズミのことを守ろうとしているが、よく男である事を強調するためイズミにお仕置きされている。
不動ドウタク(ふどう)
M・Sトーナメント準決勝でアオイが戦った相手。お坊さんの姿をしているが実際は煩悩まみれで、巨乳好きだったり女子の裸などで鼻血を吹く破戒僧。
東名(とうな)
不動のM・S・ドール。属性は幼なじみ。仲間内でも超巨乳。
鳴瀬川ウララ(なるせがわ)
アオイがトーナメント2回戦で戦った相手。名前が判明しているM・S・マスターでは2人目の女性M・S・マスター。BLが好きで、鼻血を吹いてしまうほど。アオイを時折心配しているような行動を見せるが、好意を抱いているかは定かではない。ダークマスターに襲われた時ドール消滅には至らなかったものの、アオイ達に合流しなかった。涌谷との決戦に駆けつけた際は、アオイが自身の属性を使ってくれる事を内心期待していた様子。
喬・梁(きょう・りょう)
ウララのM・S・ドール。属性は双子BL。喬が兄で攻め、梁が弟で受けを担当している。マスターであるウララの方が目立っているのだが、彼らはお互いのことしか目に入っていないらしい。
七ヶ浜ユウト(しちがはま)
M・Sトーナメント終了後、アオイの高校に転校してきた。実はダークマスター四天王アキトの双子の弟であり、アオイを仲間に引き入れるためにスパイとして送り込まれていた。しかしアオイ達と接する内に考えを改め、アキト打倒をアオイに託した。
秋保(あきう)
ユウトのM・S・ドール。属性はシスターッ娘。寂しがりで一途であり、ユウト大好きな子。アキトのドール、歌津とは双子の姉妹で秋保が妹。

### M・S・トーナメント関係者
権現山(ごんげんやま)
M・S協会の会長。彼のドール属性は『息子の嫁』。伊達の気絶顔を観て満足していた。
遊佐コースケ(ゆさ)
アオイが予選で倒したM・S・マスター。ドールはアメコミ美少女属性のアマンダ。
清滝リイチ(きよたき)
上位8名の中に残ったM・S・マスター。中国人風の女性ドールがいる。トーナメント終了後、ダークマスターの襲撃を受けてドールが消されてしまう。
大衡ロンド(おおひら)
上位8名の中に残ったM・S・マスター。警察官風の女性ドールがいる。清滝と同じくダークマスターの襲撃でドールを失ってしまう。

### ダークマスター
M・S・ドールを消すことを目的にラフファイトをする過激な集団。団員達は黒いモヤのようなかたまりが口の中に入り込んでおり、それによって内弁慶状態となっている。
四天王
七ヶ浜アキト(しちがはま)/ジェラス
四天王のリーダーで、ダークマスターの親玉。ユウトの双子の兄。真の愛を求めて妄想に目覚めた。自身の妄想属性でありながらヤンデレが苦手。
歌津(うたつ)
アキトのM・S・ドール。属性はヤンデレッ娘。鉈を持っており、殺傷能力こそないもののその姿は恐怖そのもの。秋保の双子の姉。妹と同じくマスターを溺愛しているが、マスターに近づく輩は許さないという危険な思想を持つ。
鬼首イッカク(おにこうべ)/デビル
四天王の1人。イズミと同じタイプのM・S・マスターで、かつてイズミをM・Sファイト恐怖症に陥れた張本人。イズミと因縁の対決を果たし、最初こそ優勢だったもののイズミの剣幕に気圧されてしまい、イズミを『姐さん』として慕うようになる。その後はダークマスターを裏切った。
志波姫(しわひめ)
イッカクのM・S・ドール。属性は悪魔っ娘。イッカクに色々と辱められている。悪魔であるのに日本の幽霊が苦手。
ウィッチ
四天王の1人。紅一点。本名不明。
河南(かなん)
ウィッチのM・S・ドール。属性は魔女っ娘。
富永タクロウ(とみなが)/ゴースト
四天王の1人。袴姿をしている暗めの男。美里からの愛称は『ロウ君』。
美里(みさと)
タクロウのM・S・ドール。属性は幽霊っ娘。不動との戦いで浄化されて守護霊っ娘になった。
構成員
愛宕(あたご)
サラリーマン風の男性。営業の仕事をしている。
栗原(くりはら)
愛宕のM・S・ドール。属性は女教師。

## 歴代トーナメント優勝者
涌谷ジョー(わくや)
伝説のM・S・マスターと呼ばれ、75～82回まで8年連続の優勝を飾った猛者。ワカツキが尊敬する人物。アオイがやっているオンラインゲームでは、ワッキーと名乗っている。口撃する際、なぜかいつも服を脱ぐ変態。
穂波(ほなみ)
涌谷のM・S・ドール。属性は小悪魔。妄想のシチュから、涌谷との関係はルパンと不二子を彷彿とさせる。
白石マリア(しろいし)
第67回妄想トーナメント優勝者で、4人目の女性M・S・マスター。他のM・S・マスターとは違い、熱き漢の魂『燃え』による口撃を主体とする。
蔵王(ざおう)
白石のM・S・ドール。属性は世紀末で、鳴子に続いて2人目の男性ドール。出る漫画を間違っているほど厳つい外見をしており、拳と拳でぶつかり合う妄想ファイトが好み。実はドジッ子。

## 単行本
小学館（サンデーコミックス）より刊行。
1. 2009年10月16日発売 ISBN 978-4-09-121860-5
2. 2010年3月18日発売 ISBN 978-4-09-122209-1
3. 2010年8月18日発売 ISBN 978-4-09-122519-1
4. 2011年2月18日発売 ISBN 978-4-09-122790-4
5. 2011年7月15日発売 ISBN 978-4-09-123208-3